# Epiepischnia
Epiepischnia is een geslacht van vlinders van de familie snuitmotten (Pyralidae), uit de onderfamilie Phycitinae.

## Soorten
- E. keredjela Amsel, 1954
- E. minimella Asselbergs, 2008
- E. pseudolydella Amsel, 1954